# Podar Matkoza
Podar Matkoza (ou Poudamakoza) est une localité du Cameroun située dans le département du Mayo-Sava et la Région de l'Extrême-Nord, à proximité de la frontière avec le Nigeria. Elle fait partie de la commune de Mora et du canton de Podoko Centre. 

## Population
En 1966-1967, la localité comptait 157 habitants, des Podokwo.
Lors du recensement de 2005, on y a dénombré 100 personnes.